# Valjevske planine
Valjevske planine (srpski:Ваљевске планине, poznate i kao "Valjevska greda", srpski:Ваљевскa гредa) su izduženi pojas brdsko-planinskog terena u Srbiji koji, kao izrazito orografska cjelina predstavlja prirodnu granicu prostiranja područja Sjeverozapadne Srbije prema jugu. Ovaj pojas pruža se na dužini od preko 50 km. Valjevske planine su izdužene u pravcu zapad-istok, dižući se s površine od 600 m. 

## Podjela
Valjevske planine djele se na:
- Medvednik (1247),
- Jablanik (1274),
- Povlen (1346),
- Maljen (1103),
- Suvobor (866).

Na sjeverozapadu, Valjevske planine se nastavljaju pojasom Podrinskih planina, zatim se na zapadu preko Drine i planine Jelice povezuju s ostalim planinama dinarskog sustava, dok su na istoku, izvorišnim krakovima rijeke Ljig odnosno Nakučanskom presedlina odvojene od Rudnika. Unutrašnji, sjeverni dio luka Valjevskih planina zatvara bazen sliva rijeke Kolubare, a vanjski luk je u svom jugozapadnom dijelu eksponiran prema dolini Drine, i prema dolini Zapadne Morave na jugu.